# Galeodes caspius pallasi
Galeodes caspius pallasi es una subespecie de arácnido  del orden Solifugae de la familia Galeodidae.

## Distribución geográfica
Se encuentra en Kazajistán.